# Episodi di Bates Motel (prima stagione)
La prima stagione della serie televisiva Bates Motel è stata trasmessa sulla rete A&E Network dal 18 marzo al 20 maggio 2013. 
In Italia la serie è stata trasmessa in prima TV assoluta su Rai 2 dal 13 settembre al 5 novembre 2013 in seconda serata (prima il venerdì e poi il martedì). 
| nº | Titolo originale               | Titolo italiano                   | Prima TV USA   | Prima TV Italia   |
| -- | ------------------------------ | --------------------------------- | -------------- | ----------------- |
| 1  | First You Dream, Then You Die  | Prima sogni, poi muori            | 18 marzo 2013  | 13 settembre 2013 |
| 2  | Nice Town You Picked, Norma... | Bella città che hai scelto, Norma | 25 marzo 2013  | 13 settembre 2013 |
| 3  | What's Wrong with Norman       | Cosa non va in Norman             | 1º aprile 2013 | 20 settembre 2013 |
| 4  | Trust Me                       | Fidati di me                      | 8 aprile 2013  | 24 settembre 2013 |
| 5  | Ocean View                     | Vista sull'oceano                 | 15 aprile 2013 | 1º ottobre 2013   |
| 6  | The Truth                      | La verità                         | 22 aprile 2013 | 15 ottobre 2013   |
| 7  | The Man in Number 9            | L'uomo nella numero 9             | 29 aprile 2013 | 21 ottobre 2013   |
| 8  | A Boy and His Dog              | Un ragazzo e il suo cane          | 6 maggio 2013  | 22 ottobre 2013   |
| 9  | Underwater                     | Sott'acqua                        | 13 maggio 2013 | 29 ottobre 2013   |
| 10 | Midnight                       | Mezzanotte                        | 20 maggio 2013 | 5 novembre 2013   |

## Prima sogni, poi muori
- Titolo originale: First You Dream, Then You Die
- Diretto da: Tucker Gates
- Scritto da: Carlton Cuse, Kerry Ehrin, Anthony Cipriano

### Trama
Norma Louise Bates e suo figlio diciassettenne Norman si trasferiscono 6 mesi dopo la morte del marito dall'Arizona a White Pine bay, in Oregon, in un motel lungo la strada comprato dalla madre all'asta. Norma ha intenzione di riaprire il motel per iniziare una nuova vita con suo figlio. Già dal primo giorno, Norman conosce un gruppo di ragazze popolari della scuola tra cui Bradley Martin, la quale convince Norman ad uscire di casa di sera dicendogli che sarebbero andati a studiare mentre invece lo porta ad una festa.
Mentre Norman è fuori con Bradley ed i suoi amici, il vecchio proprietario del motel, Keith Summers, ubriaco ed arrabbiato perché aveva visto portarsi via dalla banca il motel, entra con forza nella casa e stupra Norma. Per fortuna poco dopo ritorna a casa Norman e lo colpisce alla testa facendolo svenire per pochi minuti. Quando si risveglia, Norma, ormai esausta e in preda ad un attacco di rabbia lo pugnala fino alla morte.
Non sapendo cosa fare del corpo e non potendo chiamare la polizia in quanto sarebbe sorto uno scandalo, decidono di mettere temporaneamente il cadavere in una stanza del motel, ma durante il trasporto nella vasca da bagno della stanza numero 4, Norman, non riuscendo a tenere bene il cadavere, lo lascia cadere e sporca la moquette di sangue. Norma decide, a causa del sangue nella moquette impossibile da cancellare, di toglierla immediatamente su tutte le stanze in quanto sarebbe sembrato troppo strano se l'avessero tolta solo su una.
Norman trova, mentre stava togliendo la moquette nella stanza numero 4 un libriccino da disegno nel quale c'erano disegni di donne spogliate, drogate e torturate. 
La stessa notte, inoltre mentre i due Bates erano intenti a togliere la moquette, si ferma lo sceriffo Romero e il vice Shelby, i quali sospettosi iniziano a girovagare per le stanze ma per fortuna non notano il corpo nella vasca da bagno.
Il giorno dopo Norma cambia l'insegna del motel rinominandolo Bates Motel. 
- Ascolti USA: telespettatori 3 040 000[1]

## Bella città che hai scelto, Norma
- Titolo originale: Nice Town You Picked, Norma...
- Diretto da: Tucker Gates
- Scritto da: Kerry Ehrin

### Trama
La tensione cresce quando Dylan Massett, il figlio tormentato e violento di Norma avuto da una precedente relazione, arriva a White Pine Bay per restare. 
Norman e Bradley testimoniano che il padre di lei viene gravemente ustionato in un incidente d'auto. 
Nel frattempo, Norman e la sua compagna di classe affetta da fibrosi cistica, Emma Decody, esaminano il mistero del blocco da disegno. 
Shelby suggerisce a Norma che la ricchezza della città si guadagna con mezzi illegali e che l'intero consiglio comunale e le forze di polizia sono coinvolti in una massiccia cospirazione. Norma vede un corpo appeso a testa in giù e in fiamme nel centro della città, testimoniato dai cittadini, che mostra che la "giustizia" a White Pine Bay spesso è risolta in via extragiudiziale. 
Intanto Emma e Norman, alla ricerca dei luoghi disegnati nel quadernino ritrovato da Norman, si imbattono in un enorme campo di marijuana nascosto nella vicina foresta e vengono scacciati da due uomini armati, riuscendo a malapena a scappare. 
- Ascolti USA: telespettatori 2 840 000[2]

## Cosa non va in Norman
- Titolo originale: What's Wrong with Norman
- Diretto da: Paul Edwards
- Scritto da: Jeff Wadlow

### Trama
Norman sviene a scuola e viene portato in ospedale. A Norma viene chiesto se ha vissuto un episodio del genere prima, e lui risponde di no. Dylan afferma di avere un nuovo lavoro, senza menzionare che sta proteggendo il campo di marijuana con il suo nuovo partner, Ethan. Norman dice alla madre di aver tenuto la cintura di sicurezza di Keith, che ora è scomparsa dopo che la polizia ha effettuato una perquisizione immobiliare. Dylan dice a Norman di uscire di più e di non lasciare che Norma lo soffochi. Nel frattempo, Shelby rivela a Norma che ha preso la cintura di Keith all'insaputa di Romero, perché vuole proteggerla dall'essere indagata per la scomparsa; i due poi si baciano. Norman immagina sua madre che gli dice di reimpossessarsi della cintura che ora è in possesso di Shelby; poi irrompe nella casa di Shelby per recuperarla, ma scopre invece che una delle donne del taccuino è tenuta prigioniera nel seminterrato di Shelby.
- Ascolti USA: telespettatori 2 823 000[3]

## Fidati di me
- Titolo originale: Trust Me
- Diretto da: Johan Renck
- Scritto da: Kerry Ehrin

### Trama
Shelby arriva a casa mentre Norman è ancora dentro. Dylan, che aveva seguito Norman a casa, distrae Shelby per dare a Norman abbastanza tempo per scappare. Norman dice a sua madre quello che è successo, ma lei non gli crede. Norma dice a Norman che a volte vede e sente cose che non sono reali. Quando lei rimane a dormire a casa di Zach, decide di controllare il seminterrato da sé e scopre che, come sospettava, quello che aveva visto Norman non è reale. Con Emma irraggiungibile, Norman si avvicina maggiormente a Bradley, che piange la morte di suo padre. Nel frattempo, Romero trova una mano in decomposizione nella baia a cui è attaccato l'orologio da polso di Keith. Norman si confida con Dylan e gli dice tutto quello che è successo. Quella stessa sera, Norman si incontra con Bradley a casa sua, e loro due finiscono per dormire insieme per la prima volta; quando Norma lo scopre, si arrabbia. Dylan affronta Norma, affermando di sapere cosa ha fatto, il che gli dà il diritto di prendere Norman per stare con lui. Proprio in quel momento, la polizia si presenta e arresta Norma per l'omicidio di Keith.
- Ascolti USA: telespettatori 2 300 000[4]

## Vista sull'oceano
- Titolo originale: Ocean View
- Diretto da: David Straiton
- Scritto da: Jeff Wadlow

### Trama
Dopo aver trascorso la notte con Bradley, un felice Norman torna a casa per scoprire che sua madre è in carcere, arrestata per l'omicidio di Keith Summers. La sua cauzione è fissata a 100 000 dollari, ma lei dice a entrambi i suoi figli di stare fuori da questa storia e rifiuta la loro offerta di aiutarla. Norman paga la cauzione per sua madre e lei viene rilasciata il giorno successivo. Dylan propone invece che Norman viva con lui. Shelby si sbarazza delle prove che incriminano Norma, sostenendo di essere innamorato di lei. Nel frattempo, Dylan prende in prestito 5 000 dollari da Ethan, il suo socio di lavoro, così può comprare la sua casa. Successivamente, appare un tossicodipendente e spara a Ethan, e Dylan lo porta di corsa in ospedale. Dylan in seguito investe il tossicodipendente con la sua macchina. A cena, Norman rivela a Emma che ha trovato la ragazza dell'abbozzo nel libro, ma che lei ora è scomparsa. I due la trovano più tardi nella barca abbandonata di Keith. Riportano la ragazza, di nome Jiao, al motel e la mostrano a Norma. Quindi la ragazza identifica Shelby come l'uomo che l'aveva aggredita, scioccando Norma.
- Ascolti USA: telespettatori 2 659 000[5]

## La verità
- Titolo originale: The Truth
- Diretto da: Tucker Gates
- Scritto da: Carlton Cuse, Kerry Ehrin

### Trama
Il capo di Dylan, Gil, lo informa che Ethan è morto per le ferite. Dylan dice che ha eliminato l'assassino del suo partner come vendetta, il che fa piacere a Gil. Viene quindi presentato al suo nuovo partner, Remo. 
Norma è in un momento difficile e non riesce ad accettare che Shelby abbia tenuto Jiao prigioniera nella sua cantina. Emma vuole chiamare immediatamente l'FBI per raccontare il tutto ma Norma la ferma dicendo che vuole andare lenta con questa faccenda. Lei vuole disperatamente ottenere la cintura di Keith Summers che si trova nella casa di Shelby prima di fare qualsiasi cosa. Nel frattempo, Norman e Dylan trovano la cintura di sicurezza di Keith e la gettano nel porto per proteggere la madre. Dylan solleva dubbi su come il padre sia morto e ripete la sua offerta a Norman per andare a vivere con lui. Norma non approva.
Shelby scopre che Jiao è al motel e successivamente fugge. Quindi tiene la famiglia Bates sotto la minaccia delle armi e assalta Norma, facendo sì che Norman lo attacchi con rabbia. Dopo l'inizio di una sparatoria, Dylan uccide Shelby per salvare la sua famiglia. All'indomani di quello che è accaduto, Norma dice a Dylan che cosa è realmente accaduto la notte in cui il padre Sam è morto: Norman lo ha ucciso in un impeto di rabbia dopo aver visto suo padre picchiare Norma e non ha assolutamente alcun ricordo di ciò, credendo che la morte di suo padre sia stata un incidente. Dice a Dylan che Norman ha bisogno di essere protetto.
- Ascolti USA: telespettatori 2 930 000[6]

## L'uomo nella numero 9
- Titolo originale: The Man in Number 9
- Diretto da: SJ Clarkson
- Scritto da: Kerry Ehrin

### Trama
Lo sceriffo Romero risponde alla chiamata al 911 di Norma e ha una proposta sorprendente riguardo alla morte di Keith Summers e Zack Shelby: inventa che ha catturato e ucciso Shelby in uno scontro a fuoco. L'hotel non è ancora aperto, ma ottiene il suo primo ospite, Jake Abernathy, che sostiene di essere stato un cliente regolare quando Summers era il proprietario del Hotel. Chiede a Norma se può continuare con lo stesso accordo che aveva con il precedente proprietario, affittare l'intero posto per una settimana, pagare in contanti in anticipo e richiede una completa privacy. Lui le assicura che non c'è nulla di illegale in corso. Norma accetta ingenuamente.
Norma assume Emma per lavorare al motel come donna delle pulizie. Norman cresce vicino a un cane randagio, che chiama Juno. Norman si reca a casa di Bradley per dichiararle il suo amore, ma lei gli dice che non sono fatti l'uno per l'altro. Norman assiste Juno che viene investita e uccisa da un'auto, ed è devastato.
- Ascolti USA: telespettatori 2 985 000[7]

## Un ragazzo e il suo cane
- Titolo originale: A Boy and His Dog
- Diretto da: Ed Bianchi
- Scritto da: Bill Balas

### Trama
Norma è preoccupata per la tangenziale che la città è in procinto di costruire (che taglierebbe fuori dalla zona del motel) e cerca di ottenere aiuto dallo sceriffo Romero, senza riuscirci. 
Il padre di Emma, Will, insegna tassidermia normanna dopo che Norman gli ha portato il suo cane morto. Norman è sconvolto dopo che Emma racconta ad alcune altre ragazze che lui e Bradley hanno dormito insieme. Lascia la scuola senza permesso e in un incontro con il preside e la sua insegnante, essi suggeriscono a Norma che Norman ha bisogno di un aiuto professionale. Norma fa incontrare Norman con uno psicologo, il quale suggerisce che Norma potrebbe avere manie di controllo su suo figlio. 
Nel frattempo, Jake Abernathy è tornato al motel e Norma decide di seguirlo per vedere cosa ha in mente. Jake rivela a Norma che conosce tutta la storia della storia degli schiavi del sesso di Shelby e Keith. Norma caccia Jake per rappresaglia. Dylan, con Remo, porta i "trimmer" che tratteranno l'ultimo raccolto di marijuana per stare al motel. Norma decide di portare Dylan fuori a cena per ringraziarlo di aver portato nuovi clienti, ma è inorridita nel vedere il cadavere di Shelby sul suo letto.
- Ascolti USA: telespettatori 2 710 000[8]

## Sott'acqua
- Titolo originale: Underwater
- Diretto da: Tucker Gates
- Scritto da: Carlton Cuse, Kerry Ehrin

### Trama
Lo Sceriffo elimina il corpo di Zach Shelby dalla stanza di Norma. Norma è certa che sia stato Jake Abernathy. Quando riceve dei fiori da un anonimo, lei è certa che sia una velata minaccia. Norma decide che l'acquisto del motel è stato un errore e vuole venderlo, ma Norman mette in chiaro che è l'ultima cosa che vuole. Norma arruola Romero per aiutarlo a rintracciare Jake, ma lui la informa che non riesce a trovare nulla sull'uomo. Per calmarla, Romero fa pattugliare la casa ogni mezz'ora.
Norma non è entusiasta quando scopre l'equipaggio di Dylan fumare marijuana fuori delle loro stanze. L'insegnante di Norman, Miss Watson, vuole pubblicare uno dei suoi racconti. 
Dylan aiuta Bradley ad accedere all'ufficio di suo padre, dove trova lettere d'amore scambiate tra suo padre e qualcuno conosciuto come "B". Nel frattempo, Emma conosce un "trimmer" di nome Gunner e sperimenta il suo primo sballo con un cupcake contenente erba. L'agente immobiliare di Norma le dice che la sua proprietà non andrà in vendita (dato il valore estremamente basso), facendola arrabbiare al punto da picchiarlo con la sua borsa. In seguito, Norma trova Jake nella sua macchina con una pistola; egli le rivela che Shelby gli doveva $ 150.000 dal business della schiava del sesso e, pensando che lei abbia i soldi, minaccia di uccidere lei ed i suoi figli a meno che lei non gli consegni i soldi la notte seguente. Terrorizzata, Norma acconsente.
- Ascolti USA: telespettatori 2 480 000[9]

## Mezzanotte
- Titolo originale: Midnight
- Diretto da: Tucker Gates
- Scritto da: Carlton Cuse, Kerry Ehrin

### Trama
Jake Abernathy aspetta di incontrarsi con Norma a mezzanotte con i 150.000 $ e Norma va dallo sceriffo Romero per un aiuto. Lui le assicura che si prenderà cura di questo e che non ha nulla di cui preoccuparsi. Non proprio rassicurata, Norma chiede a Dylan di fargli avere una pistola e di mostrarle come usarla. Romero visita Maggie, la sorella di Keith Summers, e viene a sapere il vero nome di Jake Abernathy. Nel luogo dell'appuntamento arriva per prima Norma, seguita a breve da Romero. La donna si nasconde, assistendo all'incontro tra Romero ed Abernathy: lo sceriffo finge di voler entrare in affari con Abernathy ed al momento di consegnargli il denaro gli spara e getta il borsone con i soldi in acqua. 
Norma rivela a Norman un segreto: suo fratello ha iniziato a violentarla quando aveva 13 anni.
Norman chiede a Emma di andare al ballo d'inverno, ma il ballo non va bene quando lui continua a fissare Bradley. Il ragazzo di Bradley ha qualcosa da dire su questo e gli dà un pugno. Costretto a tornare a casa a piedi sotto la pioggia, incontra per caso la sua insegnante che gli offre un passaggio. A casa dell'insegnante, Norman viene curato e la donna promette di accompagnarlo a casa. Mentre la donna si sta cambiando in camera, lasciando la porta aperta, Norman ha un'allucinazione: sua madre gli dice che lo scopo dell'insegnante è semplicemente quello di sedurlo. Il ragazzo torna poi a casa dove si incontra con la madre. Nella scena finale si vede il corpo dell'insegnante steso a terra in una pozza di sangue. Il cadavere della signorina Watson è mostrato con la gola tagliata, con indosso una collana "B", suggerendo che potrebbe essere l'amante segreta del padre di Bradley.
- Ascolti USA: telespettatori 2 700 000[10]